# Parabathyscia fiorii
Parabathyscia fiorii es una especie de escarabajo del género Parabathyscia, familia Leiodidae. Fue descrita por primera vez por Capra en 1920.

## Distribución
Se encuentra en Italia.